# Batalla de Bash Abaran
La batalla de Bash Abaran (en armeni: Բաշ Աբարանի ճակատամարտ, Bash Abarani chakatamart; en turc: Baş-Abaran Muharebesi) va ser una batalla de la campanya del Caucas de la Primera Guerra Mundial que va tenir lloc a les proximitats de Bash Abaran, el 1918.
Les forces otomanes van iniciar l'atac el 21 de maig, quan es dirigien cap a Yerevan per a enfrontar-se contra les forces armènies que estaven sota el comandament de Drastamat Kanayan. L'avanç otomà tenia forma d'una forquilla de tres puntes, formada per tropes del 3r Regiment de la 11a Divisió Caucàsica, que es va moure cap al sud des de Hamamlu.
Es van trobar amb una força armènia d'uns 1000 fusellers, sota el comandament de Movses Silikyan, en el congost de Bash Abaran, a tres hores de marxa de Yerevan. Després de tres dies d'intensos combats, els armenis van llançar un contraatac contra els otomans el 25 de maig, derrotant els russos.
Les victòries dels armenis en Bash Abaran, Sardarapat (vegeu Batalla de Sardarapat) i Karakilisa (vegeu Batalla de Karakilisa), van detenir la invasió otomana d'Armènia de l'Est i van ser decisives per permetre la formació de l'efímera Primera República d'Armènia.